# Totò, Peppino e la... malafemmina
Totò, Peppino e la... malafemmina è un film uscito nel 1956, diretto da Camillo Mastrocinque.

## Trama
Antonio Caponi e suo fratello Peppino vivono in campagna in provincia di Napoli, sono proprietari terrieri e di cultura contadina: Antonio è il primogenito, donnaiolo e spendaccione spesso a danno del più giovane, il sottomesso e avaro Peppino. Entrambi sono alle prese con il ben più ricco confinante Mezzacapa, ai danni del quale combinano puntualmente qualche scherzo pesante, come rompere i vetri delle sue finestre di casa con un sasso.
Gianni, il figlio della loro sorella vedova Lucia, nel corso dei suoi studi di medicina a Napoli si innamora, dopo un rocambolesco incontro, di Marisa, prima ballerina di una Compagnia di avanspettacolo. Giulietta, la giovane figlia del padrone di casa dove Gianni viene ospitato quando per studio si trova a Napoli e dove Marisa e Gianni si incontrano la prima volta è segretamente infatuata di lui e per ripicca spedisce una lettera alla madre Lucia, informandola che il figlio trascura gli studi per colpa di una sconosciuta donna. Per amore, Gianni decide di seguire Marisa a Milano, dove la sua Compagnia deve esibirsi e questo all'insaputa del resto della famiglia.
I tre fratelli, temendo ragionevolmente che Marisa sia fonte di scandalo e cattiva reputazione e che possa distogliere Gianni dagli studi, decidono di raggiungere il giovane a Milano. Consultano quindi l'odiato Mezzacapa sull'ambiente milanese, poiché in giovinezza il vicino aveva svolto il servizio militare proprio a Milano. Raggiunta quindi la metropoli lombarda, si mettono sulle tracce di Gianni per persuaderlo a tornare a Napoli e cercando anche di convincere Marisa a lasciarlo, scrivendo alla ragazza una lettera accompagnata in una scatola contenente tutti i risparmi. Alla fine, però, è proprio Lucia ad accorgersi della bontà dei sentimenti dei due giovani – e dell'onestà di Marisa – i quali alla fine hanno la meglio e convolano a nozze.

## Produzione

### La scena della lettera
Secondo la testimonianza di Teddy Reno, in seguito confermata in parte anche da Ettore Scola (che lavorava in qualità di aiuto regista) la nota scena della lettera fu semi improvvisata. In origine non era riportata nel copione che non convinceva del tutto i due attori, i quali, durante le riprese, stravolgevano spesso e volentieri le scene da girare. Nella versione definitiva, inoltre, si nota che Peppino scrive la seconda metà della lettera sull'ultima riga sovrascrivendola più volte, probabilmente non prevedendo un testo così lungo. Scola aggiunse che lui, autore di rilievo di alcune gag, lavorando nel cast tecnico del film, propose la scena.

### Luoghi delle riprese
- La scena rurale di Totò e Peppino che su un calesse lanciano sassi alla finestra del loro confinante e rivale Mezzacapa è stata girata a via Ponte di Nona alla periferia est di Roma.
- La stazione delle FS al minuto 13" del lungometraggio è quella di Lunghezza (comune di Roma)
- La villa dove soggiornano Gianni e Marisa è Villa Volpicelli nel quartiere Posillipo a Napoli, la stessa che dal 1996 rappresenta l'esterno di Palazzo Palladini, nel quale sono ambientate le vicende della soap opera di Raitre Un posto al sole.

### L'interpretazione diMalafemmena
Nel film, Teddy Reno interpreta il brano del 1951 di Totò, Malafemmena.

## Distribuzione
Il film è stato distribuito in Italia da Cineriz.

## Accoglienza

### Incassi
Il film riscosse un grande successo di pubblico, raggiungendo i 4 milioni e mezzo di spettatori e incassò quasi 680 milioni di lire.

### Critica
Il film, alla sua uscita, ebbe delle solenni stroncature, come nel caso dell'Avanti!:
(Avanti!)
Con il passare del tempo è divenuto tuttavia un classico della comicità, rivalutato dalla critica:
(Il Morandini)
(FilmTv.it)